# Сасскинд, Дэвид
Дэвид Сасскинд (англ. David Susskind; 19 декабря 1920 — 22 февраля 1987) — американский телеведущий, продюсер кино, телевидения и театра.

## Биография
Дэвид Сасскинд родился 19 декабря 1920 года в Нью-Йорке, в еврейской семье. Учился в Висконсинском университете в Мадисоне и Гарвардском университете, который окончил с отличием в 1942 году. В период с 1942 по 1945 год участвовал в боевых действиях Второй мировой войны. Служил офицером связи и принял участие в Битве за Иводзиму и в Битве за Окинаву.
В послевоенные годы работал пресс-агентом для Warner Brothers и агентом по поиску новых талантов для Century Artists. Затем перешёл работать в недавно созданный телевизионный департамент Американской музыкальной корпорации, где был менеджером Дины Шор, Джерри Льюиса и др. В 1951 году основал в Нью-Йорке продюсерскую компанию Talent Associates, работавшую с создателями контента, а не с актёрами.
В 1958 году на нью-йоркском канале WNTA-TV стало выходить в эфир ток-шоу Дэвида Сасскинда под названием Open End (рус. Открытый конец). Такое название было дано передаче потому, что она не имела временных ограничений и продолжалась до тех пор, пока Сасскинду и его гостям не надоедало. В 1961 году передача стала выходить в режиме синдикации (показывалась сразу на нескольких каналах в разное время). При этом, максимальная её продолжительность была ограничена двумя часами. В 1967 году передача стала называться The David Susskind Show. Под этим названием программа выходила в эфир вплоть до смерти Дэвида Сасскинда в 1987 году.
Сасскинд обсуждал со своими гостями различные острые и полемичные вопросы: расовые отношения, транссексуальность, Войну во Вьетнаме и др. Широкое внимание американских телезрителей привлекло трёхчасовое интервью Сасскинда с Никитой Хрущёвым, вышедшее в эфир в октябре 1962 года, в самый разгар Холодной войны. В 1961 году Сасскинд взял серию интервью у экс-президента США Гарри Трумэна.
Дэвид Сасскинд умер от сердечного приступа 22 февраля 1987 года в Нью-Йорке. Похоронен на кладбище Уэстчестер-Хиллз в Гастингсе-на-Гудзоне (штат Нью-Йорк).

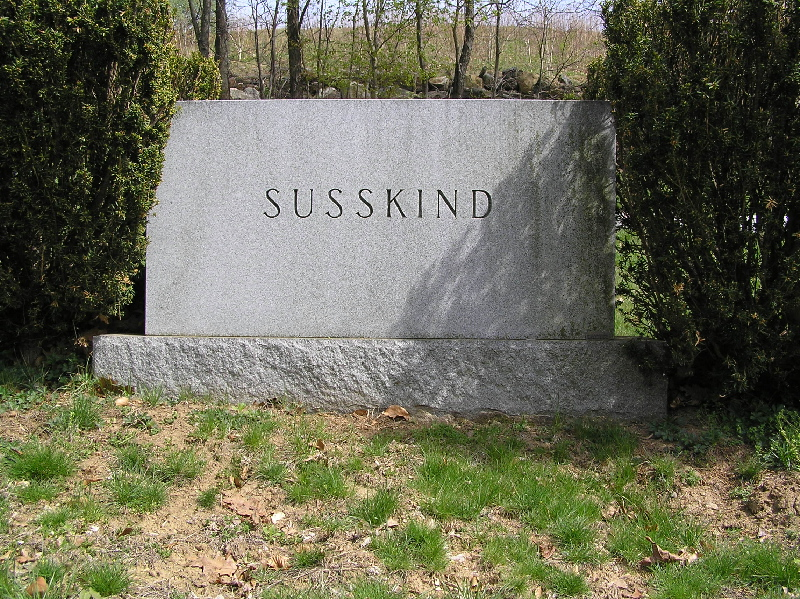
Могила Дэвида Сасскинда